# Cross modulazione
Nelle telecomunicazioni, con cross modulazione si intende il trasferimento dell'inviluppo di un segnale interferente sul segnale desiderato. Ciò avviene ad es. in ricezione quando il segnale interferente non viene soppresso sufficientemente dai filtri di ricezione; i due segnali mixati percorrendo un canale non lineare generano segnali a frequenze non armoniche, provocando una distorsione difficilmente eliminabile.

## Elementi di Analisi non lineare
I sistemi non lineari possono essere di due tipi:
-Sistemi a non linearità debole: in cui la caratteristica ingresso-uscita ha continuità di derivata    prima (circuiti analogici, diodi/transistor in regime di piccoli segnali, ecc..)
-Sistemi a non linearità forte: in cui la caratteristica ingresso-uscita ha discontinuità di derivata prima (circuiti digitali, diodi/transistor in regime di grandi segnali/interdizione, ecc..)
Si consideri un sistema a non linearità debole, ad esempio un resistore, la caratteristica ingresso-uscita (V-I) è dunque approssimabile localmente con l'ausilio della serie di Taylor.
Sia V(t) l'ingresso bitonale applicato al resistore:
{\displaystyle V(t)=V_{1}cos(w_{1}t)+V_{2}cos(w_{2}t)}
Sia I(t) la caratteristica non lineare troncata al termine di terzo grado:
{\displaystyle I(t)=aV(t)+bV(t)^{2}+cV(t)^{3}}
In ipotesi di linearità si potrebbe calcolare la risposta ai due toni separatamente e sommare le uscite secondo il principio di sovrapposizione degli effetti, in questo caso bisogna sviluppare i diversi termini.
Termine lineare:
{\displaystyle aV(t)=a[V_{1}cos(w_{1}t)+V_{2}cos(w_{2}t)]}
Termine quadratico:
{\displaystyle bV(t)^{2}=b[V_{1}cos(w_{1}t)+V_{2}cos(w_{2}t)]^{2}=1/2b\{V_{1}^{2}+V_{2}^{2}+V_{1}^{2}cos(2w_{1}t)+V_{2}^{2}cos(2w_{2}t)+2V_{1}V_{2}[cos((w_{1}+w_{2})t)+cos((w_{1}-w_{2})t)]\}}
Termine cubico:
{\displaystyle cV(t)^{3}=0.25c\{V_{1}^{3}cos(3w_{1}t)+V_{2}^{3}cos(3w_{2}t)+3V_{1}V_{2}^{2}[cos((2w_{1}+w_{2})t)+cos((2w_{1}-w_{2})t)]+3V_{1}^{2}V_{2}[cos((2w_{2}+w_{1})t+cos((2w_{2}-w_{1})t]+3(V_{1}^{3}+2V_{1}V_{2}^{2})cos(w_{1}t)+3(V_{2}^{3}+2V_{1}^{2}V_{2})cos(w_{2}t)]\}}
In generale non si ottengono solo le 2 frequenze di origine ma un gruppo di frequenze di miscelazione
{\displaystyle mw_{1}+nw_{2}}
con m,n numeri interi, tale che la somma non superi l'ordine del prodotto di miscelazione, ovvero la potenza della serie di Taylor che si sta considerando.

## Conclusione
La crossmodulazione è ascrivibile alla sollecitazione del termine di terzo grado: il termine lineare del segnale desiderato viene pesato dall'artefatto isofrequenza generato nel ricevitore, più precisamente:
{\displaystyle a+0.75(V_{1}^{2}+2V_{2}^{2})=a+1,5cV_{2}^{2}}
Il risultato è che il segnale desiderato subisce il trasferimento dell'inviluppo del segnale indesiderato.